# Обербеттинген
Обербеттинген (нем. Oberbettingen) — община в Германии, в земле Рейнланд-Пфальц. 
Входит в состав района Вульканайфель. Подчиняется управлению Хиллесхайм.  Население составляет 712 человек (на 31 декабря 2010 года). Занимает площадь 6,17 км².